# تکانه (خرم‌آباد)
تکانه یک روستا در ایران است که در بخش مرکزی شهرستان خرم‌آباد در استان لرستان واقع شده‌است.

## جمعیت
این روستا در دهستان ده‌پیر شمالی قرار دارد و براساس سرشماری مرکز آمار ایران در سال ۱۳۸۵، جمعیت آن ۳۱۴ نفر (۶۶ خانوار) بوده‌است.